# Taró
El taró es un tipo de niebla o bruma de apreciable densidad y muy persistente que se observa localmente desde Málaga a Ceuta. Es típica del mes de agosto y, a diferencia de la niebla costera en otras latitudes, no levanta a mediodía.

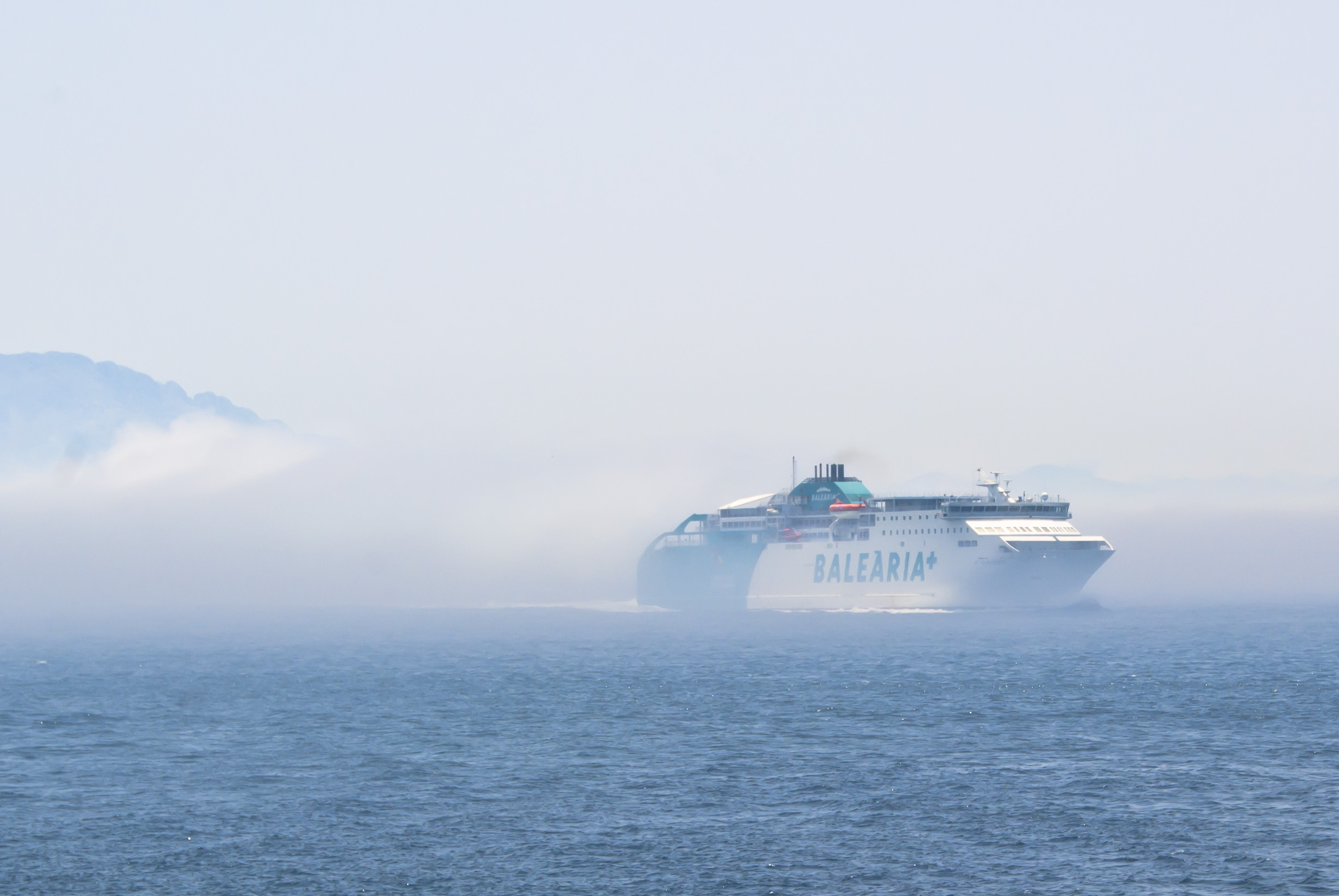
Barco entre el taró cubriendo la ruta Ceuta-Algeciras.

La visibilidad suele reducirse de manera significante cuando esta bruma espesa aparece. Este tipo de bruma usualmente se forma en verano, en los meses de junio y agosto. El agua que proviene del Atlántico es agua fría, pero evapora muy fácilmente al entrar en contacto con los vientos secos que llegan desde el sur, produciendo esta niebla que localmente se denomina «taró». Se presenta en los días de más calor y casi siempre con viento de levante.
El taró es un fenómeno interesante desde el punto de vista meteorológico, porque refresca el ambiente produciendo un notable descenso de temperatura — de hasta 4° y 5 °C — y porque contribuye a sostener la vegetación autóctona de las zonas donde se da.